# 라이카 (개)

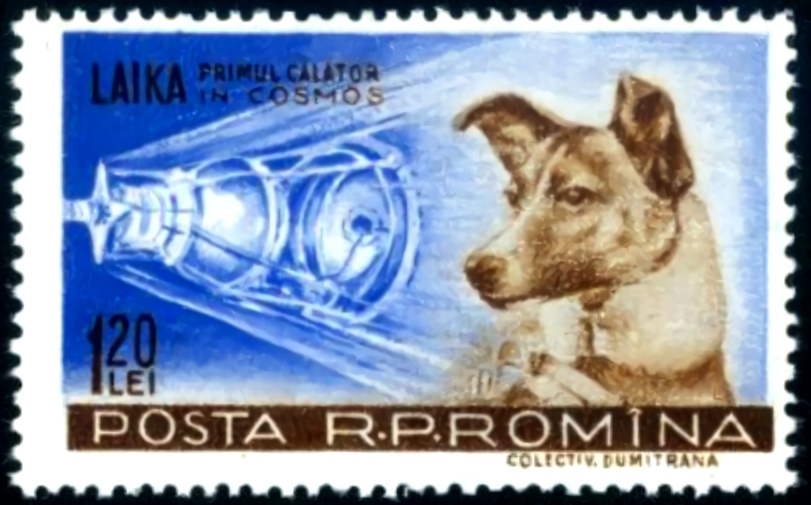
라이카가 그려진 우표

라이카(러시아어: Лайка, 1954년~1957년 11월 3일)는 소련의 개(러시아어: Собака 사바카[*])로, 최초로 지구 궤도에 진입한 개이다.
모스크바 시내에서 길을 잃고 떠돌던 강아지 라이카를 소련 우주과학 관련자가 발견하고 데려왔다. 다른 두 마리의 개와 함께 우주공간에서 생물의 생존과 적응 여부를 조사하기 위한 각종 테스트와 훈련을 거쳐 1957년 11월 3일 스푸트니크 2호에 실려 발사되었다. 라이카의 정확한 사인은 스푸트니크 2호 발사 뒤 반세기가 넘는 기간 동안 정확하게 공표되지 않았으나, 최종적으로 발사 뒤 수시간 후에 온도 조정 시스템의 오작동으로 추정되는 스트레스와 과열로 말미암아 죽은 것으로 확인되었다. 이 계획에 참여한 일부 러시아의 과학자들은 라이카의 죽음을 방치한 것에 대한 후회와 유감의 뜻을 나타냈다.
라이카는 비록 살아서 돌아오지는 못했으나, 이 실험을 통해 지구 생명체가 지구 궤도에 진입하는 과정과 무중력 상태에 견딜 수 있음이 확인되었으며, 과학자들에게 우주공간에서 생명체 반응에 대한 귀중한 데이터를 제공하였다.

## 쿠드럅카 또는 라이카
라이카의 진짜 이름은 쿠드럅카(러시아어: Кудрявка)로, 모스크바 빈민가를 떠돌아 다니던 중 과학자들에 의해 발탁되었다. 흔히 알려진 "라이카"라는 말은 품종명이다.
라이카는 원래 1954년에 어느 가정집에 7마리의 강아지 중에 한 마리로 태어나서 입양이 되었으나 입양을 간 집에서 버려져 모스크바 거리를 떠돌고 있었다. 그러다가 항공의학연구소의 연구원에게 붙잡혀서 모스크바의 항공의학연구소에 오게 된다. 쿠드럅카는 이곳에서 훈련 담당인 옐레나를 만난다. 옐레나는 쿠드럅카와 마음을 나누며 정성껏 돌봐주었다. 거기서 쿠드럅카는 이 연구소에서 기르고 있던 여러 마리의 개들 중 '알비나'와 같이 우주견으로서 최종 선발되는 2마리의 개 중 한 마리가 되었다. 이 중에 다소 침착한 성격과 개 치고는 영리한 두뇌를 지닌 쿠드럅카가 알비나를 제치고 우주견으로 선발되었다.

## 스푸트니크 2호
1957년 11월 3일, 라이카를 실은 스푸트니크 2호는 바이코누르 우주 기지에서 발사되어 위성 궤도에 도달했다. 그 이전까지 소련이나, 미국은 모두 동물을 싣고 로켓을 쏘아올리기는 했지만, 위성 궤도까지는 도달하진 못했다.
스푸트니크 2호는 대기권 재돌입이 불가능한 상태로 설계되었기 때문에 1958년 4월 14일, 대기권 재돌입시에 붕괴되었다. 라이카는 재돌입을 앞두고 독이 들어 있는 먹이를 먹여 안락사시켰다라고 알려져 있었다. 그러나 1999년 여러 러시아 정부의 자료에 따르면 라이카는 캐빈 결함에 의한 과열로 발사 4일 뒤에 죽어 있었다고 한다. 그리고 2002년 10월, 스푸트니크 2호의 계획에 참여한 드미트리 마라시코후가 라이카가 발사 수시간 뒤에 과열과 스트레스로 말미암아 죽었다는 논문을 발표했다. 라이카에게 장착된 센서는 발사시에 맥박수가 안정시보다 3배까지 올라갔다. 무중력 상태가 된 뒤에 맥박수는 떨어졌지만, 감소하는 데 걸리는 시간은 지상 실험 때의 시간보다 3배 가량이 더 필요했다(스트레스를 받기 시작했다는 징조로 풀이된다.). 비행 개시 후 약 5~7시간 뒤에 라이카의 생명신호는 더 이상 없었다.

## 라이카에 대한 논쟁
소련은 우주공간에서의 지구 생물 생존 실험을 위해 실험용 개 라이카를 스푸트니크 2호에 태워 1957년 11월 3일 발사했다. 하지만 발사 후 대략 7시간이 지났을 때 내부의 과열이 발생하여 라이카는 스트레스, 고열로 죽게 된다. 내부의 과열이 발생한 이유는 스푸트니크 2호가 R-7 로켓용 엔진을 다른 탑재 장비로부터 떼어 내는 데에 실패하여 온도 조절 시스템이 오류가 나게 되었기 때문이라고 한다. 그렇게 하여 1958년 4월 14일, 스푸트니크 2호는 지구의 대기권 재돌입 과정에서 소멸한다.
당시 과학자들은 이 실험의 윤리적인 문제를 전혀 상관하지 않고 과학적 사실들에 대해서만 주목했다. 또한 발사 당시 미국과 소련의 냉전과 우주 경쟁이라는 배경 아래에서 라이카의 죽음은 그렇게 주목받지 못했다. 1957년 당시의 신문 기사들만 해도 언론들은 정치적 관점에서만 이를 다루고, 라이카의 죽음에 대해서는 거의 알려지지 않았다. 그리고 소련에서 시행한 스푸트니크 2호의 실험은 원래부터 비행체의 회수를 계획해 놓지 않았었고, 라이카도 애초에 우주공간에서 죽을 운명이었다는 사실은 주위의 동물 학대, 실험 반대 단체와의 마찰을 빚게 된다.
영국의 자선 단체 중 하나인 National Canine Defence League, Dogs Trust에서는 라이카의 죽음을 추모하기 위해서 모든 개 소유자들에게 매일 몇 분간의 침묵을 하도록 요구했고, 또한 영국 왕립 동물 학대 방지 협회(Royal Society for the Prevention of Cruelty to Animals, RSPCA)에는 ― 소련 측에서 모스크바 라디오로 스푸트니크 2호의 발사가 성공적이었다는 보도가 있기 전부터 ― 라이카의 죽음에 대한 항의가 빗발치기도 했었다. 여러 동물 보호 협회들은 러시아 대사관에서 집단 시위를 주도하기도 했다.
정작 이 실험을 행했던 곳인 소련에서는 논쟁이 그리 많지 않았다. 러시아의 언론에서는 라이카에 대한 보도가 거의 없었고, 또한 이 실험에 대한 책이나 논문과 같은 것에서도 그에 대한 언급은 없었다. 소련 정부가 붕괴하고 나서 1998년, 이 실험의 참가자들 중 한 명이었던 Oleg Gazenko는 라이카를 우주에 보낸 책임을 안고 있는 과학자로서 무책임하게 죽음을 방치한 후회를 하는 뜻을 표출했다.
동물과 관련된 연구는 우리 모두에게 고통스러운 일이다. 우리는 그것들을 마치 말 못하는 아기와 같이 대해 주었다. 시간이 지날수록 우리는 더더욱 죄책감을 느꼈고, 우리는 그렇게 하지 말았어야 했다. 우리는 아직 이 임무로부터 개(라이카)의 죽음을 정당화할 방법을 제대로 알지 못한다.

라이카의 죽음이 세상에 알려지자 전 세계에서 추모가 이어졌으며, 아케이드 게임 <팝픈 뮤직>에 수록된 "스페이스 도그(sana - space dog)" 등 추모곡도 발표되어 이러한 동물들의 희생으로 인류가 살아간다는 것을 잊지 않도록 암시한다.